# Aloeides mbuluensis
The Mbulu Copper (Aloeides mbuluensis) là một loài bướm thuộc họ Lycaenidae. Loài này có ở Nam Phi, nơi nó được tìm thấy ở bare patches of ground in highland grassveld in the Mbulu area of the East Cape and the area near Loteni ở KwaZulu-Natal.
Sải cánh từ 26–32 mm đối với con đực và 29–37 mm đối với con cái. Cá thể trưởng thành mọc cánh từ tháng 11 tới tháng 1. Mỗi năm loài này có một thế hệ.